# تقی مختار
تقی مختار (زادهٔ ۱۳۲۴ در قوچان) بازیگر، کارگردان، روزنامه‌نگار و منتقد سینما اهل ایران بوده‌است.
وی از سال ۱۳۴۲ فعالیت در مطبوعات را شروع کرد و به عنوان منتقد، نویسنده و سردبیر در مجله‌های هفتگی فیلم، ماهانهٔ ستارهٔ سینما، و ماهانهٔ نو سینمایی فعالیت می‌کرده‌است.

## زندگی
تقی مختار به سالِ ۱۳۲۴ در قوچان متولّد شد. او از دورهٔ دبیرستان، در مدرسه دارالفنون، با علاقه، ادبیات و هنرهای نمایشی را دنبال کرده‌است و از همان دوران با نوشتن مقالاتی با مطبوعات آن زمان همکاری داشته‌است. او در ۱۹ سالگی دبیری صفحات فرهنگی و هنری "کیهان" را به‌دست‌آورد و سپس به فکر انتشار یک مجله سینمایی افتاد و نشریه "ماه نو" را که به دست انداز افتاده بود، از صاحب امتیاز آن اجاره می‌کند. با انتشار"ماه نو برای فیلم" در اواسط دهه ۴۰، این مجله به عنوان یکی از تاثیرگذارترین مجلات سینمایی در پشتیبانی از فیلم‌های مستقل و جدی سینمای فارسی، میراث خوبی از خود باقی گذاشته‌است."
تقی مختار پس از سردبیری نشریات دیگری چون "ماهنامه ستاره سینما"، "ستاره سینمای هفتگی" و "فیلم و هنر" به بازیگری و کارگردانی سینما روی آورد و در ۲۴ سالگی برای نخستین بار در فیلم "امشب دختری می‌میرد" مصطفی عالمیان (۱۳۴۸) ایفای نقش کرد. از آن تاریخ تا فیلم "صبح خاکستر" با بازی، فیلمنامه و کارگردانی خود او درسال ۱۳۵۶، آقای مختار در ۱۸ فیلم سینمایی نقش اول را بازی و دو فیلم را هم کارگردانی کرد. او در سال ۱۳۵۶، یک سال پیش از انقلاب از ایران خارج شد و به آمریکا مهاجرت کرد و پس از مهاجرت به آمریکا در کالج دولتی ایالت ویرجینیا درس سینما خواند و به عضویت "انستیتوی فیلم آمریکا " درآمد و با نوشتن فیلمنامه "آغوش باز کن" که داستان یک مهاجر هویت گم کرده ایرانی است، تا پای تهیه فیلم با شراکت شبکه تلویزیونی "اچ بی او" هم رسید اما پروژه به دلایلی ناکام ماند.

## فیلم‌شناسی

### بازیگر

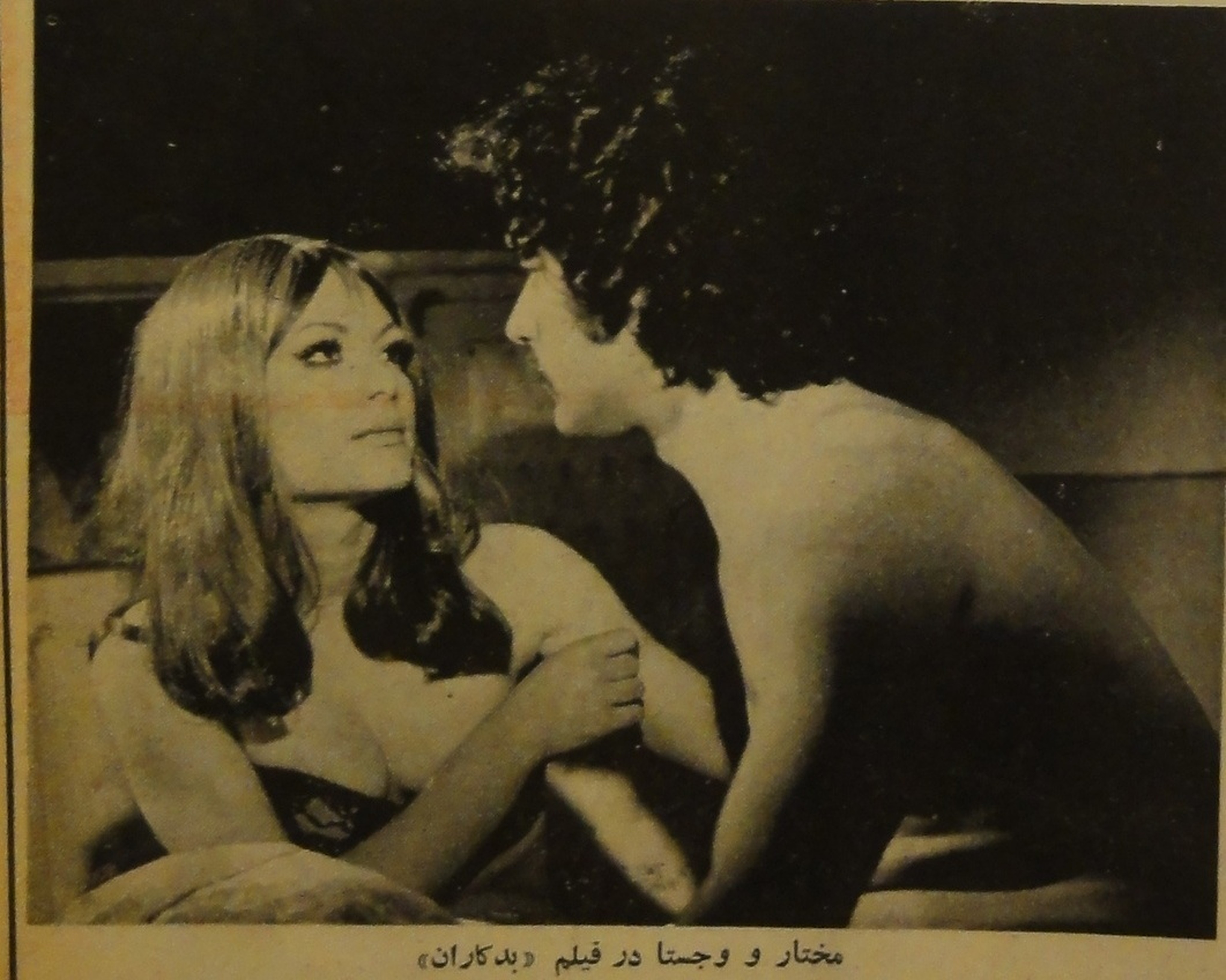
مختار و وجستا در فیلم بدکاران

- جمعه (۱۳۵۶)
- شب آفتابی (۱۳۵۶)
- صبح خاکستر (۱۳۵۶)
- رانده شده (۱۳۵۴)
- بدکاران (۱۳۵۲)
- کیفر (۱۳۵۲)
- خانوم خانوما (۱۳۵۱)
- فتانه (۱۳۵۱)
- فدایی (۱۳۵۱)
- قدیر (۱۳۵۱)
- قمار زندگی (۱۳۵۱)
- میخک سفید (۱۳۵۱)
- بده در راه خدا (۱۳۵۰)
- زن یکشنبه (۱۳۵۰)
- لوطی (۱۳۵۰)
- امشب دختری می‌میرد (۱۳۴۸)

### کارگردان
- صبح خاکستر (۱۳۵۶)
- تعصب (فیلم ۱۳۵۴)  (۱۳۵۴)

### نویسنده
- صبح خاکستر (۱۳۵۶)